# Смольникова, Мария Константиновна
Мария Смольникова (30 марта 1990, Москва) - российская танцовщица.

## Биография
Родилась 30 марта 1990 года.
Высшее образование знаменитость получила в столичном Институте физической культуры и спорта, выпустившись из вуза в 2012-м.

## Карьера
С 7 лет занималась бальными танцами.
В разное время являлась частями таких клубов, как «Престиж», «Русский Клуб».
Самым запоминающимся дя неё был Blackpool Dance Festival в Англии.
Отдавала предпочтение зарубежным соревнованиям. Она утверждала, что судейство там честнее, чем на родине, ведь жюри оценивало именно профессионализм, а не финансовый уровень.
В 2017 году осуществила заветную мечту, открыв собственную школу танцев в Братеево.
Является хореографом и фотомоделью. Ставит свадебные танцы.

### «Танцы со звездами»
Впервые попала на проект 2013 году. Составила пару с Виктором Набутовым. Вылетели на первом этапе.
В 2016 году вернулась в паре с боксёром Джеффри Монсоном. Вылетели на первом этапе. После проекта сохранили дружеские отношения.
В 2020 году вышла на паркет с актёром Петром Романовым. Вылетели одними из первых.
В 2021 году её партнёром стал Дмитрий Дюжев. Пару причисляли к фаворитам, но, - опять вылет.  В четвертьфинале. Виной тому стала болезнь партнёра.

## Личная жизнь
18 августа 2012 года вышла замуж за Эдуарда Варосяна. 31 июля 2015 года родила сына Никиту.
В 2020 году некоторые СМИ приписывали ей роман с Петром Романовым.

## Награды
- Мастер спорта России по спортивным бальным танцам[11].
- Чемпионка Европы по 10 танцам[11].
- Чемпионка Москвы по 10 танцам[11].
- Победитель и призёр других международных турниров по спортивным бальным танцам в латиноамериканской и европейской программах[3][11].

## Факты
- В свободное время любит готовить[2].